# Battaglia di Kombi
La battaglia di Kombi fu uno scontro militare tra la Repubblica delle Sette Province Unite e l'impero portoghese avvenuto il 29 ottobre 1647 a Masangano, in Angola.
Quando le forze olandesi occuparono Luanda nel 1641, la capitale della colonia portoghese dell'Angola, i vicini regni di Kongo e Ndong accolsero positivamente il fatto, inviando delle ambascerie e ricevendo promesse di assistenza per scacciare i portoghesi fuori dall'Africa centrale. Ad ogni modo, dopo un iniziale successo degli olandesi, i portoghesi ritornarono nelle loro posizioni, dapprima presso il fiume Bengo da dove vennero scacciati e poi al Forte di Massangano. Nel 1643, decidendo che era inutile continuare la guerra col Portogallo, gli olandesi firmarono un accordo che a tutti gli effetti lasciò al portogallo il controllo dei presidi interni. Ad ogni modo il regno di Ndongo, da lungo tempo nemico delle ambizioni portoghesi, guidato allora dalla regina Njinga, riprese la guerra coi portoghesi anche senza l'aiuto degli olandesi. A seguito della sua sconfitta a Kavanga nel 1646, ad ogni modo, la situazione era tale che il comandante della spedizione olandese decise di supportare i nativi contro i portoghesi.
Per questo, nel 1647, una forza combinata dei regni di Kongo, Ndongo e olandesi con un contingente di 400 soldati, più 8000 uomini locali, si scontrarono coi portoghesi e coi loro alleati africani che contavano un esercito di 30 000 soldati, tra cui 600 portoghesi e luso-africani. Il campo di battaglia fu a nord di Massangano. I portoghesi ed i loro alleati riuscirono a vincere gli olandesi ed i loro alleati africani al prezzo di 3000 uomini tra morti e feriti.
Come risultato di questa vittoria, Nzinga ed il suo esercito furono in grado di assediare tre presidi portoghesi in Angola, Ambaca, Masangano e Muxima. Questi assedi non ebbero successo, in gran parte perché gli olandesi alleati non possedevano artiglieria sufficiente a condurre adeguatamente l'attacco, anche se il numero dei portoghesi non suprava i 300 uomini. Quando le forze di Salvador de Sá e Benevides giunsero nel 1648, Njinga venne costretta ad abbandonare l'assedio ed a fare ritorno al suo quartier generale a Matamba.